# ال مالی
ال مالی یک منطقهٔ مسکونی در عربستان سعودی است که در استان جازان واقع شده‌است.